# ゲンナジー・セレズニョフ
ゲンナジー・ニコラエヴィッチ・セレズニョフ（ロシア語: Генна́дий Никола́евич Селезнёв, ラテン文字転写: Gennnadii Nikolaevich Seleznyov, 1947年11月6日 - 2015年7月19日）は、ロシア連邦の政治家、ジャーナリスト。ボリス・エリツィンおよびウラジミール・プーチン政権下で第2代ロシア連邦議会下院議長を務めた。

## 生涯
1947年11月6日にソビエト連邦のロシア・ソビエト連邦社会主義共和国のスヴェルドロフスク州セローフ市に誕生する。1964年にレニングラードの職業技術学校を卒業し、レニングラードの企業で旋盤工として働く。1966年から2年間兵役に就く。兵役後の1968年から職業技術学校でコムソモール活動に従事する。1970年にソ連共産党に入党する。1974年にレニングラード大学ジャーナリズム学部を卒業する。同年レニングラード州新聞「スメーナ」の副編集長となり、翌年の1975年に編集長となる。1980年にコムソモール中央委員会宣伝扇動部第一副部長となり、「コムソモリスカヤ・プラウダ」紙編集長、教員新聞編集長、1991年に「プラウダ」紙編集長を歴任する。この間1990年7月にソ連共産党中央委員に選出された。1991年のソ連8月クーデターでソ連共産党が活動停止した後もプラウダの編集に当たった。ソビエト連邦の崩壊後、ロシア連邦共産党の結成に参加する。
1993年12月にロシア連邦議会の下院国家会議選挙に共産党から立候補し当選する。1995年12月に下院選挙に共産党から比例区で立候補し再選した。この選挙でロシア連邦共産党は第一党に躍進し、共産党などを背景にセレズニョフは1996年1月に下院議長に選出される。1998年からユーラシア主義者のアレクサンドル・ドゥーギンを顧問に任じ、ユーラシア主義を議会で推進した。1999年のロシア高層アパート連続爆破事件では、3日前のヴォルゴドンスクのテロを知っていたかのような発言を行ってロシア自由民主党のウラジーミル・ジリノフスキーから追及を受けた。このことはセレズニョフにFSBが誤った計画の日付を伝えたためとアレクサンドル・リトビネンコは主張している。その後もセレズニョフは硬軟自在の手腕で巧みに議会運営に当たるが、その中でエリツィン政権やプーチン政権とも妥協をしたため、共産党のゲンナジー・ジュガーノフ党首と次第に対立するようになり、2002年に共産党から除名され、ロシア再生党を結成した。
2008年ロシア連邦大統領選挙に立候補を表明したが、真剣には受け取られず、結局立候補は断念した。2007年ロシア連邦下院選挙には、ロシアの愛国者から立候補したが落選した。
2015年7月19日、肺癌による合併症のためモスクワで死去した。67歳であった。
子息にガスプロム天然ガス販売部門の責任者キリル・セレズニョフがいる。